# Heteromirafra archeri
Cotovia-de-archer ou cotovia-de-liben (Heteromirafra archeri) é uma espécie de ave da família Alaudidae.
É endémica da Somália.
Os seus habitats naturais são: matagal árido tropical ou subtropical e campos de gramíneas subtropicais ou tropicais secos de baixa altitude.
Está criticamente ameaçada por perda de habitat.